# Franz Rogowski
Franz Rogowski, né le 2 février 1986 à Fribourg-en-Brisgau, est un acteur, chorégraphe et danseur allemand.

## Biographie
Fils d'un pédiatre et d'une sage-femme, Franz Rogowski a grandi dans un environnement bourgeois à Tübingen. Il voulait tout d'abord devenir coursier à vélo, mais a finalement suivi une formation de danse. Depuis 2007, il évolue sur la scène théâtrale indépendante en tant que danseur, chorégraphe et acteur. Il a notamment travaillé au Théâtre Thalia de Hambourg, au Schauspielhaus de Hanovre et à la Schaubühne am Lehniner Platz de Berlin.
Rogowski a une fente labiale depuis sa naissance, qui a été refermée chirurgicalement, c'est la raison pour laquelle il zézaye légèrement.
Il a été découvert en tant qu'acteur par le réalisateur berlinois Jakob Lass qui lui a donné le rôle principal dans Frontalwatte (2011) et dans le film primé Love Steaks (2013).
En 2017, Rogowski joue le fils d'Anne Laurent, interprétée par Isabelle Huppert, dans le long métrage Happy End de Michael Haneke, présenté en avant-première au 70e Festival international du film de Cannes. En 2018, il tient le rôle principal dans Lux: Krieger des Lichts de Daniel Wild, dans Une valse dans les allées de Thomas Stuber et dans Transit de Christian Petzold. Ces deux derniers films ont été nommés au 68e Festival international du film de Berlin, où Rogowski a été distingué par le "Shooting Star". La même année, Rogowski a remporté le Deutscher Filmpreis du meilleur acteur pour Une valse dans les allées.

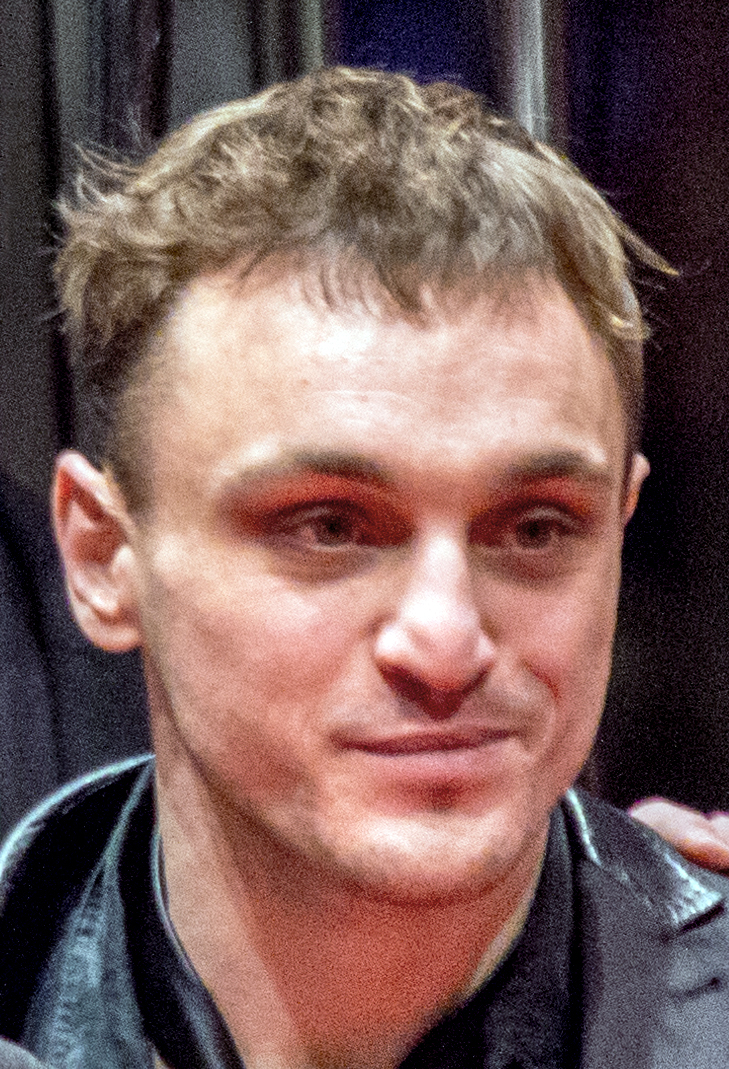
Franz Rogowski à la Berlinale 2015

## Filmographie

### Cinéma
- 2011 : Frontalwatte de Jakob Lass : Franz
- 2013 : Love Steaks de Jakob Lass : Clemens Pollozek
- 2015 : Victoria de Sebastian Schipper : le boxer
- 2015 : Uns geht es gut de Henri Steinmetz : Tubbie
- 2017 : Tiger Girl de Jakob Lass : Clemens Pollozek
- 2017 : Happy End de Michael Haneke : Pierre Laurent
- 2017 : Fikkefuchs de Jan Henrik Stahlberg : Pierre Laurent
- 2017 : Figaros Wölfe de Dominik Galizia : Gilbert
- 2018 : Lux : Krieger des Lichts de Daniel Wild : Lux / Thorsten Kachel
- 2018 : Transit de Christian Petzold : Georg Weidel
- 2018 : Une valse dans les allées (In den Gängen) de Thomas Stuber : Christian Gruvert
- 2019 : J'étais à la maison, mais... (Ich war zuhause, aber) d'Angela Schanelec : Waldland
- 2019 : Une vie cachée (A Hidden Life) de Terrence Malick : Waldland
- 2020 : Schwarze Milch d'Uisenma Borchu : Franz
- 2020 : Ondine (Undine) de Christian Petzold : Christoph
- 2020 : Heikos Welt de Dominik Galizia : Fränkie Fresh Finger
- 2020 : Freaks Out de Gabriele Mainetti : Franz
- 2021 : Great Freedom (Grosse Freiheit) de Sebastian Meise : Hans Hoffmann
- 2021 : Luzifer de Peter Brunner : Johannes
- 2023 : Passages d'Ira Sachs : Tomas
- 2023 : Disco Boy de Giacomo Abbruzzese : Alex
- 2023 : Lubo de Giorgio Diritti : Lubo Moser
- 2024 : Wizards ! de David Michôd
- 2024 : Bird d'Andrea Arnold : Bird

### Télévision
- 2014 : Police 110 (Polizeiruf 110) (série tv), épisode Hexenjagd d'Angelina Maccarone : Aniel Radke
- 2015 : Besuch für Emma (téléfilm) d'Ingo Rasper : Arne
- 2017 : The Superhost (court métrage) de Britta Thie : Joon 1

## Distinctions
- 2018 : Deutscher Filmpreis du meilleur acteur pour Une valse dans les allées
- 2018 : Preis des Oberbürgermeisters pour son jeu d'acteur dans Une valse dans les allées et Transit au Prix du film Günter Rohrbach
- 2019 : Ulrich-Wildgruber-Preis
- 2021 : Prix du meilleur acteur au Festival international du film fantastique de Catalogne pour Luzifer